# Urdès
Urdès era una comuna francesa que estaba situada en el departamento de Pirineos Atlánticos, de la región de Nueva Aquitania, que el 1 de enero de 2024 pasó a formar parte de la comuna nueva de Lacq como comuna delegada.

## Demografía
| Gráfica de evolución demográfica de Urdès entre 1800 y 2021 |
|                                                             |

Los datos demográficos contemplados en este gráfico de la comuna de Urdès se han cogido de 1800 a 1999 de la página francesa EHESS/Cassini, y los demás datos de la página del INSEE.